# Португалија на Европском првенству у атлетици на отвореном 1934.
Португалија је учествовала на 1. Европском првенству у атлетици на отвореном одржаном од 7. до 9. јуна 1934. на стадиону Бенито Мусолини у Торину у Италији.
Била је једна од 23 земље учеснице. Португалију је представљао један атлетичара који се такмичио у трци на 100 метара.
На овом Првенству представник Португалије није освојио ниједну медаљу нити је оборио неки рекорд.

## Учесник
- Марио Порто — 100 м

## Резултати

### Мушкарци
| Атлетичар   | Дисциплина | Лични рекорд | Квалификације | Квалификације | Полуфинале           | Полуфинале           | Финале               | Финале   | Детаљи   |
| Атлетичар   | Дисциплина | Лични рекорд | Резултат      | Место         | Резултат             | Место                | Резултат             | Место    | Детаљи   |
| ----------- | ---------- | ------------ | ------------- | ------------- | -------------------- | -------------------- | -------------------- | -------- | -------- |
| Марио Порто | 100 м      |              | 11,3          | 4. у гр. 3    | Није се квалификовао | Није се квалификовао | Није се квалификовао | 14. / 15 | стр. 128 |

## Ререфенце
1. ↑  
European Athletics Championships Zürich 2014 - STATISTICS HANDBOOK (PDF), ЕАА, стр. 117 и 360, Приступљено 21. 10. 2014